# ブラスワフ県

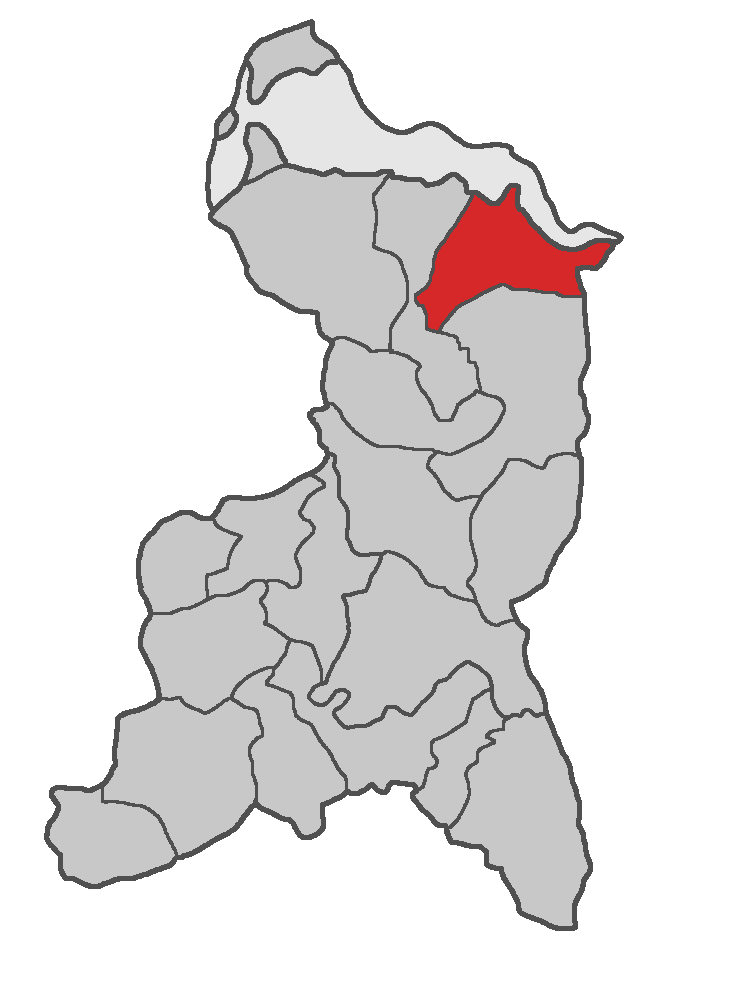
1793 - 1795年のリトアニア大公国領域と、ブラスワフ県の位置

ブラスワフ県 / ブレスラウヤ県（ポーランド語: Województwo brasławskie / リトアニア語: Breslaujos vaivadija）はリトアニア大公国の県である。

## 歴史
1793年、ブラスワフ郡等3郡を合併して形成された。県都は現ベラルーシ・ブラスラウに置かれ、現リトアニア・ウクメルゲ、Anykščiai(lt)も同県に含まれた。下位区分の郡は設置されなかった。県知事にはミハウ・コッサコフスキ(ru)が任命された。
1794年5月11日、タデウシュ・コシチュシュコの蜂起(ru)の過程における、帝政ロシア軍とリトアニア反乱軍との戦闘がブラスワフで行われ、ブラスワフは炎上した。結果、県都はヴィゼ（現ベラルーシ・ヴィズィ(ru)）に移された。
1795年、第3次ポーランド分割によって帝政ロシア領に組み込まれ、ブラスワフ県は消滅した。ロシアではヴィリナ県の一部となった。